# Neutralteilchen
Als Neutralteilchen bezeichnet man in der Plasmaphysik elektrisch ungeladene Bestandteile eines Plasmas. Es kann sich hierbei um Atome (z. B. bei Edelgasen), Moleküle oder freie Radikale handeln.
In typischen Niederdruckplasmen sind die meisten (> 99 %) vorhandenen Teilchen Neutralteilchen. In vollständig ionisierten Plasmen gibt es per definitionem keine Neutralteilchen.